# Камбезеш (Монсан)
Камбезеш (порт. Cambeses) — район (фрегезия) в Португалии, входит в округ Виана-ду-Каштелу. Является составной частью муниципалитета Монсан. По старому административному делению входил в провинцию Минью. Входит в экономико-статистический субрегион Минью-Лима, который входит в Северный регион. Население составляет 484 человека на 2001 год. Занимает площадь 4,17 км².